# Zsuzsa Nagy (judoczka)
Zsuzsa Nagy (ur. 3 listopada 1975 w Budapeszcie) – węgierska judoczka. Olimpijka z Barcelony 1992, gdzie zajęła szesnaste miejsce w wadze półśredniej.
Siódma na mistrzostwach świata w 1991. Startowała w Pucharze Świata w 1991 i 1992. Złota medalistka mistrzostw Europy w 1991 roku.

## Letnie Igrzyska Olimpijskie 1992
| Konkurencja | Eliminacje                          | Eliminacje               | Klas. końcowa |
| Konkurencja | Przeciwnik I                        | Przeciwnik II            | Miejsce       |
| ----------- | ----------------------------------- | ------------------------ | ------------- |
| 61 kg       | Lchamaasürengijn Badamsüren (MGL) Z | Xiomara Griffith (VEN) P | 16.           |